# 와일드 벨
와일드 벨(Wild Belle)은 미국의 팝 록 밴드이다. 내털리(Natalie)와 엘리엇(Elliot)은 남매 사이다.

## 디스코그래피

### 스튜디오 음반
- Isles (2013)
- Dreamland (2016)
- Everybody One of a Kind (2019)[1]